# Хумбан-нумена I
Хумбан-нумена I — царь Элама, правил приблизительно в 1300 — 1275 годах до н. э.
Сын Аттар-Киттаха. Считается одним из величайших представителей династии Игехалкидов, его правление сравнимо с прославленным Шилхаху.
Отсутствуют какие-либо свидетельства о новых столкновениях с касситами в Вавилонии, происходившими в период правления Хумбан-нумены. Накопленные им богатства позволили его сыну и наследнику Унташ-Напирише развернуть в стране крупномасштабное строительство. Царствование Хумбан-нумены заложило основу для дальнейшего развития и процветания Элама.
| Игехалкиды                   |                                     |                          |
| Предшественник: Аттар-Киттах | царь Элама ок. 1300 — 1275 до н. э. | Преемник: Унташ-Напириша |